# Русел Судзиловски
Николай Константинович Судзиловски, известен още като Николас Русел или Русел Судзиловски; (15 декември, 1850 г., Могильов, Руска империя, – 30 април 1930, Чунцин, Китай) е руски лекар, етнограф, географ, химик и биолог. Той е революционер с анархистични и народнически убеждения. Русел последователно живее в Русия, Швейцария, Англия, Франция, Румъния, България, Гърция, САЩ, Филипините, Япония, Китай.
Приятел е с Христо Ботев и други български революционери. Поддържа контакти с Гюргевския революционен комитет и взема участие в подготовката на Априлското въстание. Тъй като българските революционери помолили руските емигранти да им помогнат в набавяне на оръжие и намиране на военни ръководители, Судзиловски изпраща писма с тази цел до руски емигрантски централи в Лондон и Женева. След освобождението живее за кратко в гр. Пловдив, тогава в Източна Румелия в дома на Михаил Герджиков, върху когото оказва силно влияние с идеите си. Заедно със Спиро Гулабчев поставят заедно началото на организираното анархистическо движение в България. Обикаля редица държави и се установява в САЩ, в Сан Франциско, откъдето отива на Хавайските острови. Избран е за пръв председател на сената в Хаваите. Живее известно време и на Филипините. През 1921 г. се преселва в Китай, където завършва животът му. 